# کش‌آباد علیا
کش‌آباد علیا، روستایی از توابع بخش مرکزی شهرستان قزوین در استان قزوین ایران است. مردم این روستا به مراغی که از گویش‌های زبان تاتی است، سخن می‌گویند.

## جمعیت
این روستا در دهستان اقبال غربی قرار دارد و براساس سرشماری مرکز آمار ایران در سال ۱۳۹۵، جمعیت آن ۲۲۹ نفر (۸۷خانوار) بوده‌است.